# Jackie Trent
Jackie Trent, geboren als Yvonne Burgess, (Newcastle-under-Lyme, 6 september 1940 - Ciutadella, 21 maart 2015), was een Britse zangeres, actrice en songwriter.

## Carrière

### Als zangeres en songwriter
Jackie Trents eerste podiumoptreden was als tienjarige in de pantomimeshow Babes in the Wood, maar ze had liever een carrière als popzangeres. Haar eerste single Pick Up the Pieces werd gepubliceerd in 1962, maar na twee platenlabels en drie jaar later had ze haar eerste en grootste hit Where Are You Now (My Love)?, die in mei 1965 de toppositie van de Britse hitlijst veroverde. De song had ze samen geschreven met Tony Hatch, die deze ook produceerde.
Hatch werkte tot dit moment zeer succesvol samen met Petula Clark. Clark had geen hoge hoed op van Trent, omdat deze de gehuwde Hatch duidelijke avances maakte. Toen Hatch en Trent begonnen om samen songs te schrijven voor Clark, werden deze in eerste instantie als door Tony Hatch zelf geschreven songs uitgegeven. Met de song I Couldn't Live Without Your Love (1966), geïnspireerd door haar relatie, maakte ze haar liefde openbaar. Een jaar later trouwden ze in Kensington.
Ofschoon Trent talrijke singles en albums opnam, zowel solo alsook in duet met haar echtgenoot, was ze echter als songauteur beter dan als zangeres. Naast hun composities voor Clark schreven ze veel songs voor andere artiesten, waaronder Frank Sinatra, Nancy Wilson, Des O'Connor, Shirley Bassey, Vikki Carr en Dean Martin.

### Als acteur en songwriter
Aan het eind van de jaren 1960 keerde Trent terug op het podium. Ze ging met de musical Nell op een tournee door het Verenigd Koninkrijk.
Tijdens de jaren 1970 maakten Trent en Hatch een trip in de wereld van de musical. Hun eerste project The Card was gebaseerd op een roman van Arnold Bennett en werd opgevoerd in het Londense West End met Jim Dale en Millicent Martin in de hoofdrollen. Een album met de podiumversie werd gepubliceerd in 1975. Een herschreven versie van de show met Peter Duncan en Hayley Mills in de hoofdrollen werd tijdens de jaren 1990 opgevoerd in het Regents Park Open Air Theater. Er werd ook een album van gepubliceerd. De tweede Hatch/Trent-musical was Rock Nativity, met libretto en songteksten van David Wood. Het werd vooreerst geproduceerd in Newcastle upon Tyne. In 1976 ging een herziene versie, die ook voor de televisie werd geregistreerd, op tournee door het Verenigd Koninkrijk en Noord-Ierland.
In 1978 verhuisden Trent en Hatch naar Dublin en verbleven daar vier jaar. Ze waren gastgevers van de tv-series Words and Music en It's a Musical World. Hatch produceerde verder themamuzieken voor tv-series als Seagull Island en Airline, voordat beiden in 1982 verhuisden naar Australië, waar het paar een van hun bekendste composities, het thema van de tv-soap Neighbours, schreef. In 1995 scheiden beiden en in 2002 werd het huwelijk ontbonden. Na de scheiding had Trent een succesvolle comeback op Britse podia met een tournee van de musical High Society. Ze leefde vervolgens enkele jaren teruggetrokken, maar in april en mei 2004 gaf ze een reeks concerten in Australië en schreef ze nieuwe songs. In 2005 trouwde ze opnieuw.

## Overlijden
Jackie Trent overleed op 21 maart 2015 op 74-jarige leeftijd aan de gevolgen van kanker in Ciutadella op het Baleareneiland Minorca.

## Discografie

### Singles
- 1964: If You Love Me Really Love Me
- 1965: Where Are You Now (My Love)
- 1965: When the Summertime Is Over
- 1969: I'll Be There

- Biblioteca Nacional de España: XX890720
- Bibliothèque nationale de France: cb14778630w (data)
- Gemeinsame Normdatei: 134647653
- International Standard Name Identifier: 0000 0001 0056 4111
- Library of Congress Control Number: n99056893
- MusicBrainz: 900f8337-1b69-4ac2-94e8-3243708e3765
- Nationale Bibliotheek van Tsjechië: xx0199637
- Nationale bibliotheek van Australië: 36125704
- Nationale Bibliotheek van Israël: 987007347019005171
- Nederlandse Thesaurus van Auteursnamen: 074909819
- Trove: 615401
- Virtual International Authority File: 64433638
- WorldCat: E39PBJvMwyVxh8vrfXg7PgdhHC